# Trois tristes tigres (film)
Pour l’article homonyme, voir Trois tristes tigres.
Pour plus de détails, voir Fiche technique et Distribution.
Trois tristes tigres (Tres Tristes Tigres) est un film chilien réalisé par Raoul Ruiz et sorti en 1968.
Il est considéré « comme une des œuvres fondatrices du nouveau cinéma chilien ».

## Synopsis
Tito, employé auprès d’un concessionnaire automobile, sa sœur Anranda, strip-teaseuse et prostituée à ses heures et un ami, Lucho,  traînent dans les bars et boîtes de nuit de Santiago. Pendant ce temps, Rudi, le patron de Tito, attend que celui-ci lui rapporte l'original d'un gros contrat. Mais Tito l'égare, et Rudi le congédie.

## Fiche technique
- Titre original : Tres Tristes Tigres
- Réalisation : Raoul Ruiz
- Scénario : Raoul Ruiz, Alejandro Sieveking
- Photographie : Diego Bonacina
- Montage : Carlos Piaggio
- Type : Noir et blanc
- Durée : 100 min
- Date de sortie :
  - Chili : 19 novembre 1968

## Distribution
- Shenda Román : Amanda
- Nelson Villagra : Tito
- Luis Alarcón : Lucho
- Jaime Vadell : Rudy
- Delfina Guzmán : Alicia
- Fernando Colina : Carlos Sanhueza
- Belén Allasio : Chonchi

## Récompenses et distinctions
- Léopard d'or au Festival international du film de Locarno en 1969